# Jarred Tinordi
Jarred Tinordi, född 20 februari 1992, är en amerikansk professionell ishockeyspelare som är kontrakterad till NHL-organisationen Nashville Predators och spelar för deras primära samarbetspartner Milwaukee Admirals i AHL.
Han har tidigare spelat på NHL-nivå för Arizona Coyotes och Montreal Canadiens och på lägre nivåer för Wilkes-Barre/Scranton Penguins, Tucson Roadrunners, St. John's Icecaps och Hamilton Bulldogs i AHL, London Knights i OHL, Team USA i USHL och U.S. National U18 Team i NAHL.
Tinordi draftades i första rundan i 2010 års draft av Montreal Canadiens som 22:a spelare totalt.
1 juli 2018 skrev han som free agent på ett ettårskontrakt värt 650 000 dollar med Nashville Predators.
Han är son till den före detta ishockeybacken Mark Tinordi, som spelade fler än 600 NHL-matcher i sin aktiva spelarkarriär.

## Statistik
| 2006–2007   | Severna Park High              |             | 5   | 3  | 5  | 8  | 8   | —  | — | — | — | —  |
| 2007–2008   | Washington Jr. Nationals       | AtJHL       | 39  | 4  | 8  | 12 | 44  | —  | — | — | — | —  |
| 2008–2009   | U.S. National U17 Team         |             | 16  | 3  | 1  | 4  | 12  | —  | — | — | — | —  |
|             | U.S. National U18 Team         |             | 1   | 0  | 1  | 1  | 0   | —  | — | — | — | —  |
|             | U.S. National U18 Team         | NAHL        | 42  | 2  | 13 | 15 | 53  | 9  | 1 | 0 | 1 | 6  |
| 2009–2010   | Team USA                       | USHL        | 26  | 4  | 5  | 9  | 68  | —  | — | — | — | —  |
|             | U.S. National U18 Team         |             | 39  | 2  | 6  | 8  | 37  | —  | — | — | — | —  |
| 2010–2011   | London Knights                 | OHL         | 63  | 1  | 13 | 14 | 140 | 6  | 0 | 0 | 0 | 17 |
| 2011–2012   | London Knights                 | OHL         | 48  | 2  | 14 | 16 | 63  | 19 | 3 | 5 | 8 | 27 |
| 2012–2013   | Montreal Canadiens             | NHL         | 8   | 0  | 2  | 2  | 2   | 5  | 0 | 1 | 1 | 15 |
|             | Hamilton Bulldogs              | AHL         | 67  | 2  | 11 | 13 | 71  | —  | — | — | — | —  |
| 2013–2014   | Montreal Canadiens             | NHL         | 22  | 0  | 2  | 2  | 40  | —  | — | — | — | —  |
|             | Hamilton Bulldogs              | AHL         | 47  | 3  | 6  | 9  | 70  | —  | — | — | — | —  |
| 2014–2015   | Montreal Canadiens             | NHL         | 13  | 0  | 2  | 2  | 19  | —  | — | — | — | —  |
|             | Hamilton Bulldogs              | AHL         | 44  | 1  | 6  | 7  | 36  | —  | — | — | — | —  |
| 2015–2016   | Montreal Canadiens             | NHL         | 3   | 0  | 0  | 0  | 5   | —  | — | — | — | —  |
|             | St. John's Icecaps             | AHL         | 6   | 0  | 2  | 2  | 6   | —  | — | — | — | —  |
|             | Arizona Coyotes                | NHL         | 7   | 0  | 0  | 0  | 0   | —  | — | — | — | —  |
| 2016–2017   | Tucson Roadrunners             | AHL         | 64  | 1  | 10 | 11 | 102 | —  | — | — | — |    |
| 2017–2018   | Wilkes-Barre/Scranton Penguins | AHL         | 62  | 5  | 16 | 21 | 86  | 2  | 0 | 0 | 0 | 0  |
| 2018–2019   | Milwaukee Admirals             | AHL         | —   | —  | —  | —  | —   | —  | — | — | — | —  |
| NHL totalt  | NHL totalt                     | NHL totalt  | 53  | 0  | 6  | 6  | 78  | 5  | 0 | 1 | 1 | 15 |
| AHL totalt  | AHL totalt                     | AHL totalt  | 290 | 12 | 51 | 63 | 371 | 2  | 0 | 0 | 0 | 0  |
| OHL totalt  | OHL totalt                     | OHL totalt  | 111 | 3  | 27 | 30 | 203 | 25 | 3 | 5 | 8 | 44 |
| USHL totalt | USHL totalt                    | USHL totalt | 26  | 4  | 5  | 9  | 68  | —  | — | — | — | —  |
| NAHL totalt | NAHL totalt                    | NAHL totalt | 42  | 2  | 13 | 15 | 53  | 9  | 1 | 0 | 1 | 6  |